# Tryptamine (stofklasse)

Algemene structuurformule van tryptamines.

Tryptamines zijn een groep organische verbindingen die van 2-(indool-3-yl)-ethylamine (tryptamine) afgeleid zijn. Ze behoren tot de indoolderivaten met een aminogroep (NH2) en een ethylgroep (C2H5) op specifieke posities in de structuur.
In de natuur komen ze meestal voor in planten en fungi. Echter worden tryptamines ook in kleine hoeveelheden aangetroffen in het zenuwstelsel van zoogdieren, waar ze werkzaam zijn als onder andere neuromodulator, neurotransmitter of hormoon. Hier binden de tryptamines aan specifieke receptoren in de hersenen, zoals de 5-HT1A- en 5-HT2A-receptoren. Deze receptoren spelen een belangrijke rol bij het reguleren van de afgifte van onder andere het hormoon serotonine, wat essentieel is voor de regulatie van stemming, slaap, eetlust en cognitie.
Er zijn ook heel wat synthetische tryptamines, zoals de triptanen (bijvoorbeeld sumatriptan), die gebruikt worden als geneesmiddel tegen migraine.
Enkele belangrijke natuurlijke tryptamines: de neurotransmitter serotonine, het hormoon melatonine en de drug psilocybine.

## Overzicht van tryptamines
| Structuurformule | Naam                             | Formule                             | RN1      | RN2 | Rα | R4   | R5   |
| ---------------- | -------------------------------- | ----------------------------------- | -------- | --- | -- | ---- | ---- |
|                  | Tryptamine                       | {\displaystyle {\ce {C10H12N2}}}    | H        | H   | H  | H    | H    |
|                  | Serotonine (5-hydroxytryptamine) | {\displaystyle {\ce {C10H12N2O}}}   | H        | H   | H  | H    | OH   |
|                  | N-Methyltryptamine (NMT)         | {\displaystyle {\ce {C11H14N2}}}    | CH3      | H   | H  | H    | H    |
|                  | Dimethyltryptamine (DMT)         | {\displaystyle {\ce {C12H16N2}}}    | CH3      | CH3 | H  | H    | H    |
|                  | Bufotenine (5-hydroxy-DMT)       | {\displaystyle {\ce {C12H16N2O}}}   | CH3      | CH3 | H  | H    | OH   |
|                  | 5-MeO-DMT                        | {\displaystyle {\ce {C13H18N2O}}}   | CH3      | CH3 | H  | H    | OCH3 |
|                  | Psilocine (4-hydroxy-DMT)        | {\displaystyle {\ce {C12H16N2O}}}   | CH3      | CH3 | H  | OH   | H    |
|                  | Psilocybine                      | {\displaystyle {\ce {C12H17N2O4P}}} | CH3      | CH3 | H  | HPO4 | H    |
|                  | Melatonine                       | {\displaystyle {\ce {C13H16N2O2}}}  | CH3C(O)- | H   | H  | H    | OCH3 |